# Nadia Campana
Nadia Campana (Cesena, 11 de octubre de 1954 – Milán, 6 de junio de 1985) fue una poeta, traductora y ensayista italiana.

## Biografía
Nacida en Cesena en 1954 de padres obreros, fue al instituto Vincenzo Monti de dicha ciudad, ocupándose durante ese periodo de etnomusicologia. Pasó su infancia en Cesena, en contacto con la naturaleza y practicando deporte, estando muy cercana a su padre. Desde niña se dedicaba a la escalada y a las carreras, y más adelante decidió aprender también artes marciales, y en particular Aikido. Su tranquila adolescencia sufrió un duro golpe por la muerte de su padre en accidente de trabajo, suceso que la marcará en adelante.
Se licenció en Letras en la Universidad de Bolonia (Italia), donde hizo su tesis sobre Antonio Porta. Se trasladó a Milán, donde comenzó a frecuentar círculos literarios y a colaborar con revistas y editoriales, enseñando a la vez en un instituto. En 1983 tradujo para la editorial Feltrinelli parte de la obra de Emily Dickinson en el volumen Le stanze di alabastro (Los cuartos de alabastro).
Es autora de unas cincuenta poesías y artículos, publicados en la colección póstuma Verso la mente (Hacia la mente), a cargo de Milo de Angelis y Giovanni Turci. 
También escribió una serie de ensayos dedicados a la literatura y al tema melancolía, todavía inéditos. Entre estos, merece la pena mencionar Finendo (Finalizando) y Visione postuma (Visión póstuma) (este último parcialmente publicado en la revista "Tratti" en diciembre de 1986). 
Admiraba a la también poeta Antonia Pozzi, a la que se sentía afín por ser amante de las “escaladas”, y que fue encontrada muerta a los veintiséis años a las afueras de Milán. Casi viéndose reflejada en lo que sería su destino.  Nadia Campana fue también encontrada muerta en un cruce a las afueras de Milán el 6 de junio de 1985, a los treinta y un años.

## Sobre su Obra poética
La obra poética de Nadia Campana, aun no siendo muy extensa, tiene un estilo bien preciso, que denota un trabajo refinado con el lenguaje y una experimentación de formas expresivas utilizadas para la exaltación del sentimiento y para su paradójica inexpresabilidad. Su escritura en verso se caracteriza por lo tanto por una ansia comunicativa en la cual la imposibilidad de comunicar rompe un verso originariamente endecasílabo en hemistiquios irregulares, con rimas interiores y aliteraciones. Existe una fuerte carga simbólica de sus imágenes poéticas. 
Su obra puede ser yuxtapuesta, en Italia, a aquella de Amelia Rosselli, que algunos años antes había propuesto un producto literario parecido, en la reinvención poética del lenguaje lírico italiano (según lo que Pier Paolo Pasolini vino a definir en la categoría del "lapsus"). Se deja sentir la influencia de la poesía femenina estadounidense, especialmente la de Emily Dickinson, a la cual tradujo, Sylvia Plath y Anne Sexton.
En sus ensayos, Nadia Campana se concentra sobre la relación entre literatura y melancolía, con un análisis psicológico-hermeneútico que recuerda de cerca las páginas del ensayo De la enfermedad de Virginia Woolf.
Su poesía puede finalmente yuxtaponerse, por su capacidad expresiva, su temática recurrente y su carga hermeneútica, a la obra teatral de Sarah Kane Psicosis de las 4.48.

## Obras
- 1990 - Verso la mente , a cura de Milo De Angelis y G. Turci, Milán, Crocetti.  ISBN 978-8867920457
- Emily Dickinson, Los cuartos de alabastro , traducción de Nadia Campana, Editor SI, Milán, 2003
- 2014 - Visione Postuma - Raffaelli. ISBN 9788867920464
- Nadia Campana y el bipolarismo poético de “Hacia la mente” , Centro de investigación Poesía Contemporánea y Nuevas Escrituras – Universidades del Salento, Lecce, 2017